# 목덜미선
목덜미선(Nuchal lines)은 뒤통수뼈의 외부 표면에 있는 네 개의 휘어진 선이다.
- 맨위목덜미선(highest nuchal line): 가장 윗 부분이고, Mempin Line이라고도 불린다. 머리덮개널힘줄(galea aponeurotica)이 여기에 부착되어있다.
- 위목덜미선(superior nuchal line): 맨위목덜미선 밑의 선이다. 머리널판근, 등세모근,[1] 뒤통수근[2]이 위목덜미선에 붙는다.
- 중간목덜미선(median nuchal line)
- 아래목덜미선(inferior nuchal line): 가장 아래의 목덜미선이다. 위머리빗근, 큰뒤머리곧은근, 작은뒤머리곧은근이 붙는다.

## 추가 이미지

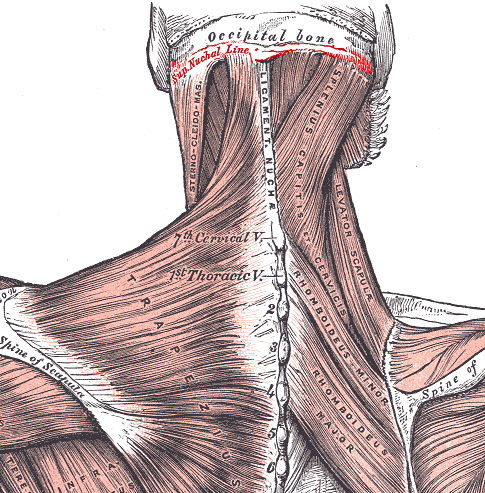
위목덜미선(빨간색으로 표시)과 거기에 붙는 근육들을 뒤에서 본 그림.

## 참고 문헌
이 문서는 현재 퍼블릭 도메인에 속하는 그레이 해부학 제20판(1918) page 130의 내용을 기초로 작성된 글이 포함되어 있습니다.
1. ↑  Rea, Paul (2016년 1월 1일),  Rea, Paul, 편집., “Chapter 3 - Neck”, 《Essential Clinically Applied Anatomy of the Peripheral Nervous System in the Head and Neck》 (영어) (Academic Press), 131–183쪽, doi:10.1016/b978-0-12-803633-4.00003-x, ISBN 978-0-12-803633-4, 2020년 11월 2일에 확인함
2. ↑  Casteleyn, Christophe; Bakker, Jaco (2019년 1월 1일),  Marini, Robert; Wachtman, Lynn; Tardif, Suzette; Mansfield, Keith, 편집., “Chapter 2 - The Anatomy of the Common Marmoset”, 《The Common Marmoset in Captivity and Biomedical Research》, American College of Laboratory Animal Medicine (영어) (Academic Press), 17–41쪽, doi:10.1016/b978-0-12-811829-0.00002-9, ISBN 978-0-12-811829-0, 2020년 11월 2일에 확인함